# Nemira
Nemira je vesnice a přímořské letovisko v Chorvatsku ve Splitsko-dalmatské župě. Oficiálně nejde o samostatnou vesnici, ale o součást města Omiš, od něhož se nachází asi 3 km jihovýchodně. Vesnice leží pod pohořím Omiška Dinara a prochází jí jadranská magistrála.
Součástí Nemiry jsou též osady Brzet, Ravnice, Mala Luka a Balića Rat. V Nemiře se nachází několik oblázkových pláží, východně leží kostel svatého Kříže a hřbitov.